# Jupiter (EP)
Jupiter är det svenska indierockbandet Firesides andra EP, utgiven 1994 på skivbolaget A West Side Fabrication.
Skivan spelades in vid tre olika tillfällen: "Jupiter" och "Sorry" spelades in av Kjell Nästén i Studio KN, Skellefteå, "Don't Want to Know If You Are Lonely" av Fireside på okänd ort och "Goat Gob" och "Valid Set" live av Mats Jonsson och Mikael Brodin den 4 november 1993 på Lillan i Luleå. "Valid Set" fanns sedan tidigare utgiven i studioversion på den föregående EP-skivan Softboy (1993).

## Låtlista
1. "Jupiter" (text: Kristofer Åström, musik: Fireside)
2. "Sorry" (text: Mattias Alkberg, musik: Fireside)
3. "Don't Want to Know If You Are Lonely" (Grant Hart)
4. "Goat Gob" (live, text: Kristofer Åström, musik: Fireside)
5. "Valid Set" (live, text: Kristofer Åström, musik: Fireside)

## Medverkande
- Mikael Brodin - inspelning (4-5)
- Fireside - inspelning (3)
- Mats Jonsson - inspelning (4-5)
- Joskin - mixning (1-2)
- Kjell Nästén - inspelning (1-2), tekniker (1-2), mixning (1-2)

### Fotnoter
1. 1 2  ”Jupiter”. Discogs.com. http://www.discogs.com/Fireside-Jupiter/release/2450077. Läst 21 maj 2012.
2. ↑  ”Softboy”. Discogs.com. http://www.discogs.com/Fireside-Softboy/release/3039516. Läst 21 maj 2012.